# Wahlkreis Göltzschtal 1
Der Wahlkreis Göltzschtal 1 war ein Landtagswahlkreis zu den sächsischen Landtagswahlen 1994 und 1999. Er hatte zu diesen Wahlen die Wahlkreisnummer 3.

## Wahlkreisgebiet
Der Wahlkreis umfasste einen Teil der Städte und Gemeinden des zum 1. August 1994 gebildeten Göltzschtalkreises. Dieser war aus den Landkreisen Reichenbach und Auerbach sowie Teilen des Landkreises Klingenthal gebildet worden. Durch eine Verfassungsbeschwerde, der stattgegeben wurde, war dem Landkreis aber kein langes Leben beschieden, er ging zum 1. Januar 1996 im dann aus dem Elstertalkreis und dem Göltzschtalkreis gebildeten Vogtlandkreis auf. Dennoch wurde die Wahlkreiseinteilung für die Landtagswahl 1999 beibehalten, so dass der Wahlkreis Göltzschtal 1 nunmehr einen Teil des Vogtlandkreises abbildete. Folgende Städte und Gemeinden der früheren Landkreise Auerbach und Reichenbach gehörten 1994 zum Wahlkreis Göltzschtal 1: Brockau, Brunn, Coschütz, Eich, Friesen, Hartmannsgrün, Hauptmannsgrün, Irfersgrün, Kleingera, Lauschgrün, Lengenfeld, Limbach, Mylau, Netzschkau, Neumark, Oberheinsdorf, Oberlauterbach, Obermylau, Pechtelsgrün, Plohn, Rebesgrün, Reichenbach, Reimersgrün, Reumtengrün, Reuth, Röthenbach, Rothenkirchen, Rotschau, Schneidenbach, Schönbach, Schönbrunn, Schreiersgrün, Treuen, Trieb, Unterheinsdorf, Waldkirchen, Weißensand, Wildenau.
1999 wurde wechselte die Stadt Rodewisch, deren Ortsteil Röthenbach sich bereits 1994 im Wahlkreis Göltzschtal 1 befand, nunmehr in den gleichen Wahlkreis. 1994 war die Stadt Rodewisch noch Teil des Wahlkreises Göltzschtal 2.
Für die Landtagswahlen 2004 wurde erneut die Wahlkreisstruktur in Sachsen verändert. Das Gebiet des Wahlkreises Göltzschtal 1 wurde auf die drei Wahlkreise Vogtland 1, 2 und 3 aufgeteilt.

## Wahl 1999
Die Landtagswahl 1999 fand am 19. September 1999 statt und hatte folgendes Ergebnis für den Wahlkreis Göltzschtal 1
| Direktkandidat    | Partei          | Erststimmen in % | Zweitstimmen in % |
| ----------------- | --------------- | ---------------- | ----------------- |
| Alfons Kienzle    | CDU             | 43,3             | 58,3              |
| Sabine Zimmermann | SPD             | 11,7             | 12,0              |
| Eberhard Irrgang  | PDS             | 20,0             | 20,6              |
| Volker Liskowsky  | GRÜNE           | 04,2             | 01,6              |
| Sven Gerbeth      | F.D.P.          | 02,8             | 01,1              |
| -                 | BüSo            | -                | 00,0              |
| Roberto Rink      | DSU             | 02,4             | 00,8              |
| -                 | GRAUE           | -                | 00,2              |
| Andreas Bräuer    | REP             | 02,9             | 02,2              |
| -                 | FP Deutschlands | -                | 00,0              |
| -                 | pro DM          | -                | 02,0              |
| -                 | KPD             | -                | 00,0              |
| -                 | NPD             | -                | 00,4              |
| -                 | Forum           | -                | 00,1              |
| -                 | PBC             | -                | 00,6              |
| Dieter Käppel     | Einzelbewerber  | 12,8             | -                 |

Es waren 56.684 Personen wahlberechtigt. Die Wahlbeteiligung lag bei 57,3 %. Von den abgegebenen Stimmen waren 1,4 % ungültig. Als Direktkandidat wurde Alfons Kienzle (CDU) gewählt. Er erreichte 43,3 % aller gültigen Stimmen.

## Wahl 1994
Die Landtagswahl 1994 fand am 11. September 1994 statt und hatte folgendes Ergebnis für den Wahlkreis Göltzschtal 1:
| Direktkandidat | Partei | Erststimmen in % | Zweitstimmen in % |
| -------------- | ------ | ---------------- | ----------------- |
| Uwe Grüning    | CDU    | 44,8             | 58,0              |
|                | SPD    | 28,1             | 20,3              |
|                | F.D.P. | -                | 01,8              |
|                | GRÜNE  | 07,7             | 03,8              |
|                | DSU    | 06,5             | 02,1              |
|                | REP    | -                | 01,5              |
|                | Forum  | -                | 00,3              |
|                | PDS    | 12,8             | 12,0              |
|                | SPS    | -                | 00,2              |

Es waren 60.424 Personen wahlberechtigt. Die Wahlbeteiligung lag bei 58,1 %. Von den abgegebenen Stimmen waren 1,4 % ungültig. Als Direktkandidat wurde Uwe Grüning (CDU) gewählt. Er erreichte 44,8 % aller gültigen Stimmen.